# Gran Bahía Australiana
La Gran Bahía Australiana (del inglés: Great Australian Bight) es una inmensa bahía situada al sur de Australia, en el océano Índico. Se extiende desde el cabo Pasley (en el estado de Australia Occidental, dentro del parque nacional Cabo Árido) hasta el cabo Carnot (en Australia Meridional, dentro del parque nacional Lincoln), con una distancia total de 1160 km. Su mayor parte se extiende al sur de la llanura de Nullarbor.
Esta característica geográfica fue encontrada por primera vez por exploradores europeos en 1627, y fue cartografiada con precisión por el navegante inglés Matthew Flinders en 1802. La Gran Bahía Australiana nació hace unos 50 millones de años cuando el supercontinente Gondwana se dividió, separando la Antártida de Australia.
Las aguas de la Gran Bahía tienen una gran biodiversidad, especialmente en zooplancton, debido a corrientes oceánicas específicas. Sin embargo, se necesita más investigación para comprender completamente los complejos ecosistemas de la región y los impactos potenciales de las actividades humanas, como la extracción de recursos. El atún rojo del sur es un objetivo de pesca popular en la Gran Bahía, y ha habido intentos de explorar el área en busca de petróleo y gas desde la década de 1960. Sin embargo, estas propuestas han enfrentado una oposición significativa debido a los posibles impactos ambientales.

## Extensión
La máxima autoridad internacional en materia de delimitación de mares, la Organización Hidrográfica Internacional («International Hydrographic Organization, IHO), considera la Gran Bahía Australiana como un mar parte del océano Índico. En su publicación de referencia mundial, «Limits of oceans and seas» (Límites de océanos y mares, 3ª edición de 1953), le asigna el número de identificación 62 y lo define de la forma siguiente:

En el Norte.
La costa sur de Australia.
En el Sur.
Una línea que une el West Cape Howe (35°08′S 117°37′E / -35.133, 117.617), en Australia, con el cabo South West, en Tasmania.
En el Este. 
Una línea desde el cabo Otway, Australia, hasta la isla King y de allí al cabo Grim, el extremo noroeste de Tasmania.
Limits of oceans and seas, pág. 10.

Otra definición muy utilizada es la que establece que sus límites son, desde el cabo Pasley, en Australia Occidental, hasta el cabo Carnot, Australia del Sur, una distancia de 1160 km.
El nombre más generalmente aceptado en Australia para el cuerpo de agua adyacente es el de océano del Sur o Meridional (Southern Ocean) en lugar del océano Índico.
Gran parte de la bahía se encuentra al sur de la expansiva llanura de Nullarbor, que se extiende entre los dos estados australianos de Australia Meridional y Australia Occidental. La autopista Eyre pasa cerca de los acantilados de la bahía entre Head of the Bight y Eucla.
Fuera de Australia, la Gran Bahía Australiana generalmente se considera parte del Océano Índico. El Australian Hydrographic Service (AHS) lo considera parte del Océano Austral, utilizando la definición australiana ampliada utilizada para este océano. La OHI en su documento Limits of Oceans and Seas (Límites de Océanos y Mares) (tanto la edición actualmente vigente de 1953 como el borrador de 2002 nunca aprobado) incluye esta bahía con el Océano Índico, mientras que el Estrecho de Bass y el Mar de Tasmania están incluidos por la OHI con el Océano Pacífico Sur en el borrador de 2002. En la edición de 1953, la OHI incluye el Estrecho de Bass como parte del Océano Índico.

Límites de la Gran Bahía Australiana. En rojo: según la OHI (SP 23 3ª ed., 1953). En verde: según el AHS (AHS AA609582, 2012).

## Costas

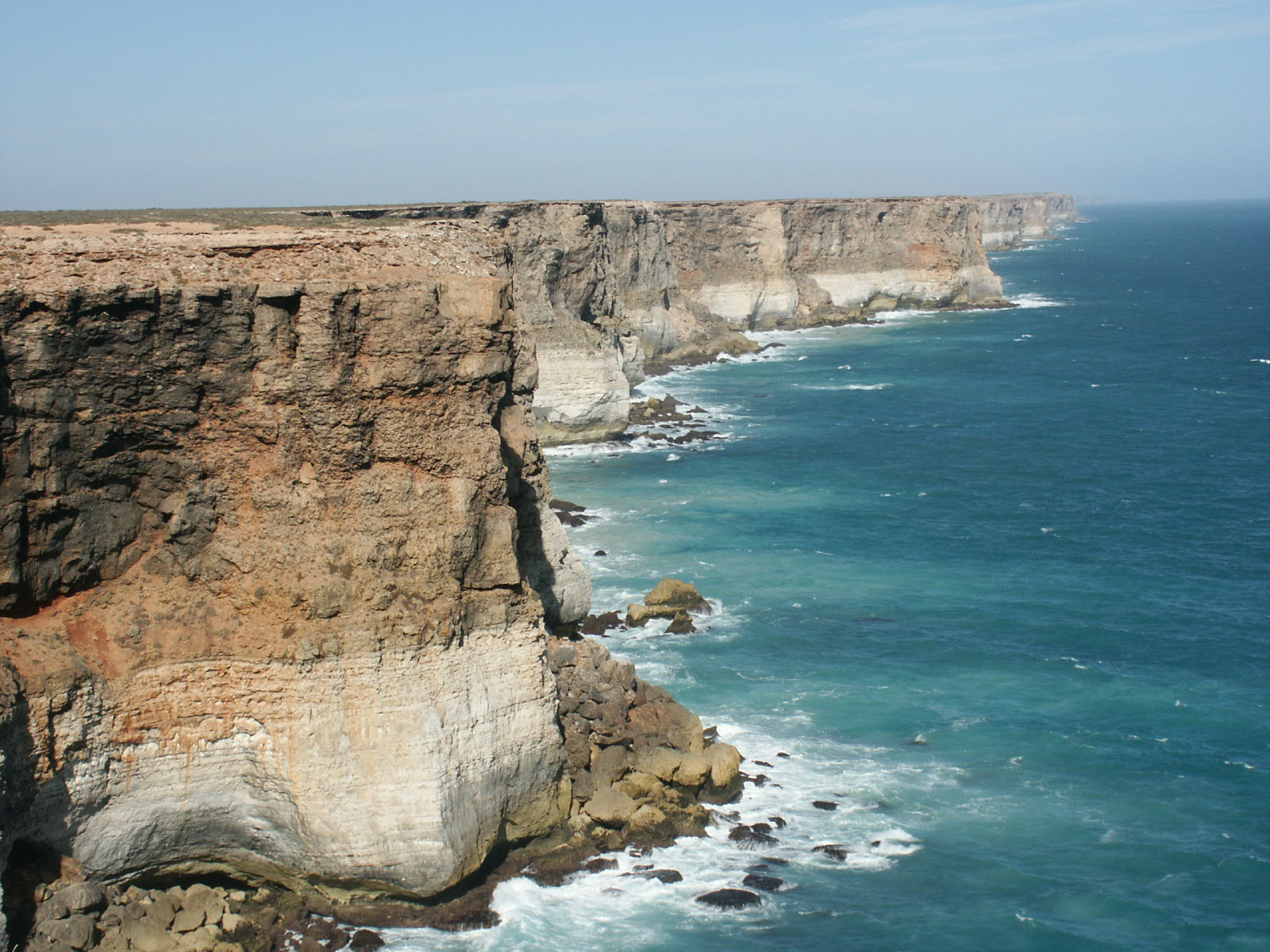
Típicos acantilados de la costa de la Gran Bahía.

Las costas de la bahía se caracterizan por sus grandes acantilados de 60 metros de altura en el entorno de las playas, y sus plataformas rocosas. Las aguas de la bahía, aunque no son muy profundas, apenas cuentan con vida marina, a diferencia de la mayoría de las plataformas continentales, que acogen a multitud de especies. Esto se debe a que el desierto situado al norte de la bahía es árido. Las precipitaciones son escasas y, cuando se producen, el agua se infiltra o forma lagos salados. Por lo tanto, la Gran Bahía recibe poca agua dulce y nutrientes fertilizantes, convirtiéndose en un desierto submarino. Sin embargo, el número de tiburones que frecuentan estas aguas costeras es grande, así como el  de ballenas francas australes.

## Exploración
La Gran Bahía Australiana fue explorada por primera vez en 1627 por la expedición  neerlandesa de Pieter Nuyts y François Thijssen, bordeando la parte occidental de la costa. El explorador británico Matthew Flinders realizó un mapa de la costa en 1802, durante su circunnavegación alrededor de Australia. En 1841, Edward John Eyre encabezó la primera expedición a la región por vía terrestre.

## Historia natural

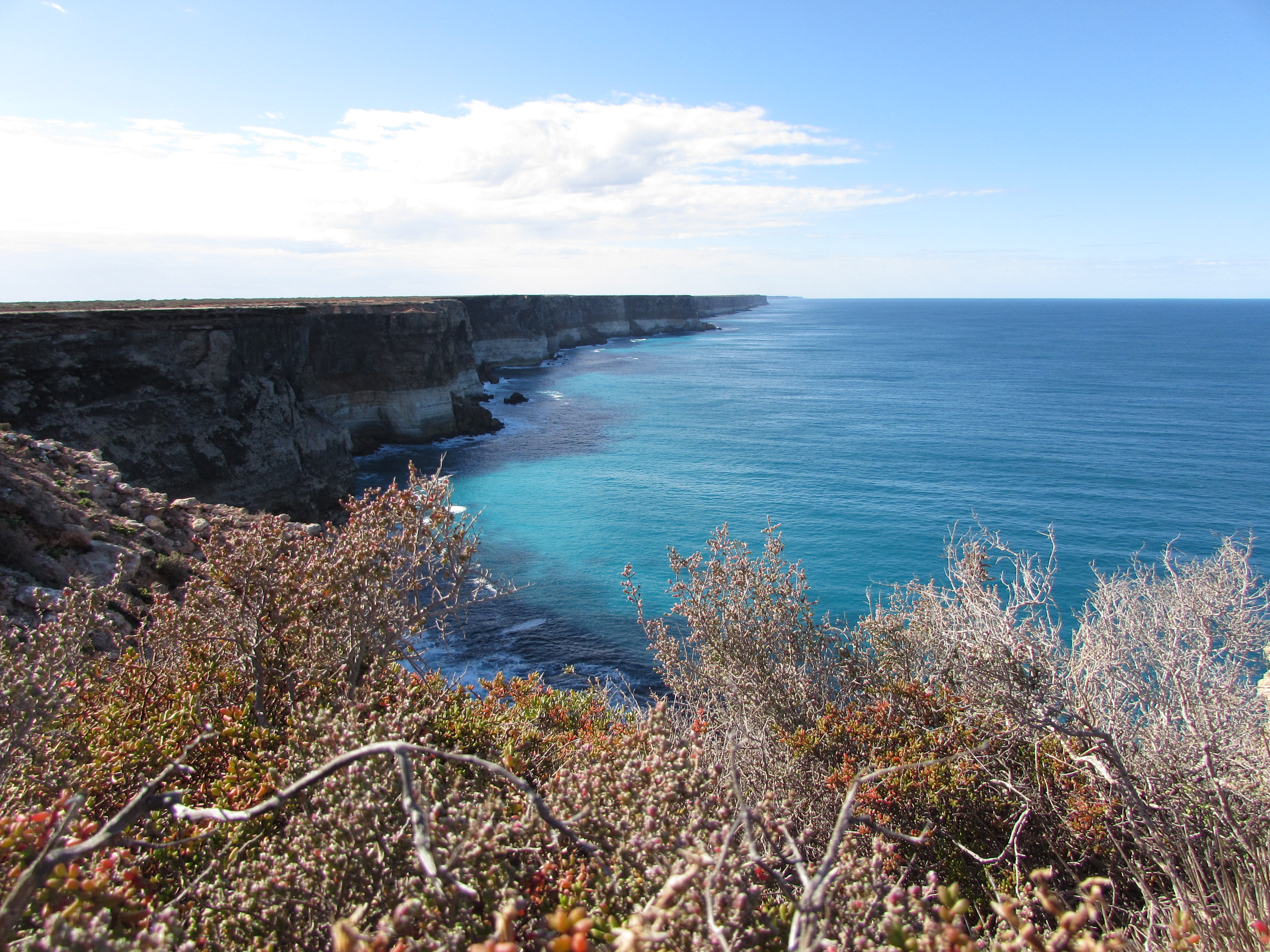
Gran bahía australiana en 2015

La bahía surgió cuando Gondwana se rompió y separó la Antártida de Australia hace unos 50 millones de años.
El litoral de la Gran Bahía Australiana se caracteriza por sus acantilados (de hasta 60 metros o 200 pies de altura), playas para practicar el surf y plataformas rocosas, ideales para la observación de ballenas, una actividad muy popular durante el invierno del hemisferio sur, cuando un número cada vez mayor de ballenas francas australes migra a la región desde sus zonas de alimentación en verano en el Antártico. Las ballenas llegan a la región de la bahía, especialmente en la bahía Head of Bight, para parir y reproducirse, y no se alimentan hasta que regresan al Antártico Su número se vio gravemente mermado por la caza de ballenas, sobre todo durante el siglo XIX, pero desde entonces se ha recuperado en cierta medida.
La llanura de Nullarbor, que bordea gran parte de la costa de la bahía, es un antiguo lecho marino, levantado durante el Mioceno. Está formada por piedra caliza, es muy plana y tiene un clima árido o semiárido, con muy pocas precipitaciones, altas temperaturas estivales y elevadas tasas de evaporación. No tiene drenaje superficial, pero tiene un sistema de drenaje cárstico a través de la formación de cuevas en la piedra caliza subyacente. Al norte del Nullarbor se encuentra el Gran Desierto de Victoria, que tiene un sistema de drenaje interno que termina en numerosos pequeños lagos salados.
La falta de escorrentía superficial y de nutrientes terrestres hace que las aguas relativamente poco profundas de la Gran Bahía Australiana sean, en general, poco nutritivas y, por tanto, oligotróficas, en comparación con muchas otras plataformas continentales que sustentan importantes pesquerías. El afloramiento estacional de aguas oceánicas profundas a lo largo de la costa de la península de Eyre, en la parte oriental de la cuenca, aporta nutrientes a las aguas superficiales, y la fertilidad resultante crea un importante punto caliente marino.
Las aguas de la Gran Cuenca Australiana presentan una gran biodiversidad, especialmente de zooplancton, debido a una serie particular de corrientes oceánicas. Una revisión bibliográfica realizada por el SARDI (Instituto de Investigación y Desarrollo de Australia Meridional, en inglés South Australian Research and Development Institute) sobre la Zona de Protección Bentónica del Parque Marino de la Gran Bahía Australiana en 2003 afirma: "Los eventos de afloramiento durante el verano y el otoño producen parches fríos de agua superficial a lo largo de la costa del sur de la península de Eyre. Estos parches contienen elevadas concentraciones de nutrientes y soportan mayores niveles de productividad primaria. Las altas densidades de zooplancton al noroeste de las manchas indican que los vientos predominantes del sureste transportan los productos de esta producción biológica mejorada hacia el centro de la GBA. Estas comunidades de plancton sustentan las mayores densidades de pequeños peces planctívoros, como la sardina y la anchoa, en aguas australianas. Los juveniles de atún rojo del sur (SBT) migran anualmente a las GBA para alimentarse de estos ricos recursos pelágicos" A medida que los nutrientes son arrastrados desde el fondo oceánico de aguas profundas y empujados hacia la costa, la cadena alimentaria recibe una afluencia masiva del escalón inferior.

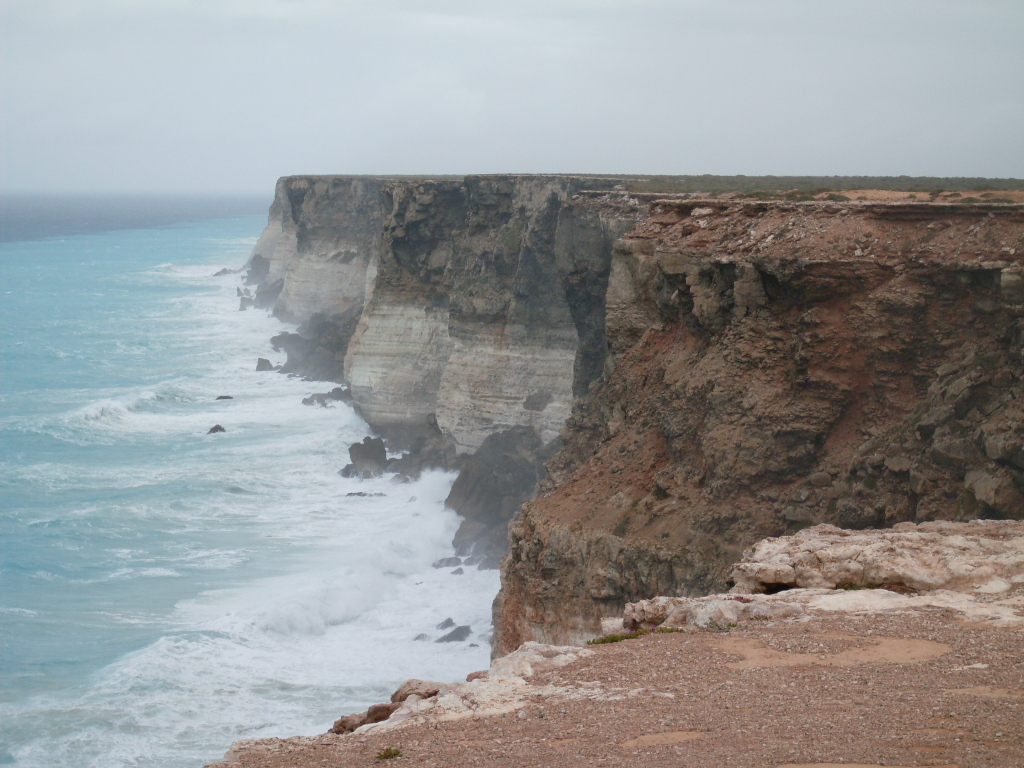
Acantilado con vistas a la Reserva Marina de la Commonwealth

No se sabe lo suficiente sobre el alcance total de las especies que habitan o migran a la Gran Bahía Australiana, por lo que se necesitan más estudios. "La clasificación de la Regionalización Marina y Costera Interina de Australia (IMCRA) sugiere que la elevada biodiversidad de la GBA puede explicarse por la presencia de especies templadas con afinidades orientales y occidentales, así como de "rezagados tropicales" de las regiones septentrionales. Sin embargo, los patrones de diversidad varían entre los taxones. Los manglares están poco representados debido a la falta de estuarios. Las hierbas marinas se limitan principalmente a las bahías protegidas y a las lías de los arrecifes e islas debido a la frecuente perturbación de los hábitats costeros por las grandes marejadas. En cambio, el conjunto de macroalgas de la GBA es uno de los más diversos del mundo e incluye más de 1200 especies. Más del 90% de las especies de la mayoría de los grupos de invertebrados son endémicas del sur de Australia, pero se desconoce la proporción que se limita a la GBA".
Todavía se necesita mucha investigación para comprender plenamente los complejos ecosistemas de la Gran Bahía Australiana y cómo puede afectarles cualquier extracción de recursos u otra actividad humana. La revisión bibliográfica también afirma: "Aproximadamente 370 de las 600 especies de peces que se dan en el sur de Australia se han registrado en SA. Varias especies, entre ellas la cigüeña costera (Urolophus orarius) y el triángulo crestado (Trinorfolkia cristata), están restringidas a Australia Meridional y se encuentran en la GBA. Los patrones de distribución y abundancia de los peces en la GBA son poco conocidos".
La revisión arroja algunas conclusiones claras: "La GBA proporciona un hábitat crítico para dos especies de mamíferos marinos cuya conservación es prioritaria a nivel internacional. La ballena franca austral (Eubalaena australis), catalogada como "en peligro" por la Ley de Protección del Medio Ambiente y Conservación de la Biodiversidad de la Commonwealth de 1999, se reproduce en el Head of Bight durante el invierno. El león marino australiano (Neophoca cinerea), que es endémico de Australia y actualmente está catalogado como "casi amenazado", se reproduce en pequeñas colonias a lo largo de los acantilados de la GBA". Estos mamíferos marinos necesitan este hábitat para seguir existiendo, lo que ha sido reconocido por la legislación australiana.
Un lugar de la bahía orientado específicamente al conocimiento de la historia natural de su costa es el Observatorio de Aves Eyre. El Observatorio de Aves Eyre es una instalación educativa, científica y recreativa en la Reserva Natural de Nuytsland, Australia Occidental. Cocklebiddy es la localidad más cercana a la autopista Eyre, 49 km (30 millas) al norte. Está en la biorregión de Hampton.

## Economía
La bahía ha sido explotada durante largos años para la pesca, especialmente la de ballenas, moluscos y crustáceos. El atún azul del sur (Thunnus maccoyii) era la principal captura de la pesca en la bahía, pero la especie se encuentra actualmente amenazada.
La compañía petrolera noruega Equinor tenía previsto perforar el pozo exploratorio Stromlo-1, para hacerlo operativo entre 2020 y 2021.